# Taragi
Taragi (多良木町?, Taragi-machi) è una cittadina giapponese della prefettura di Kumamoto.